# Lei antitruste dos Estados Unidos

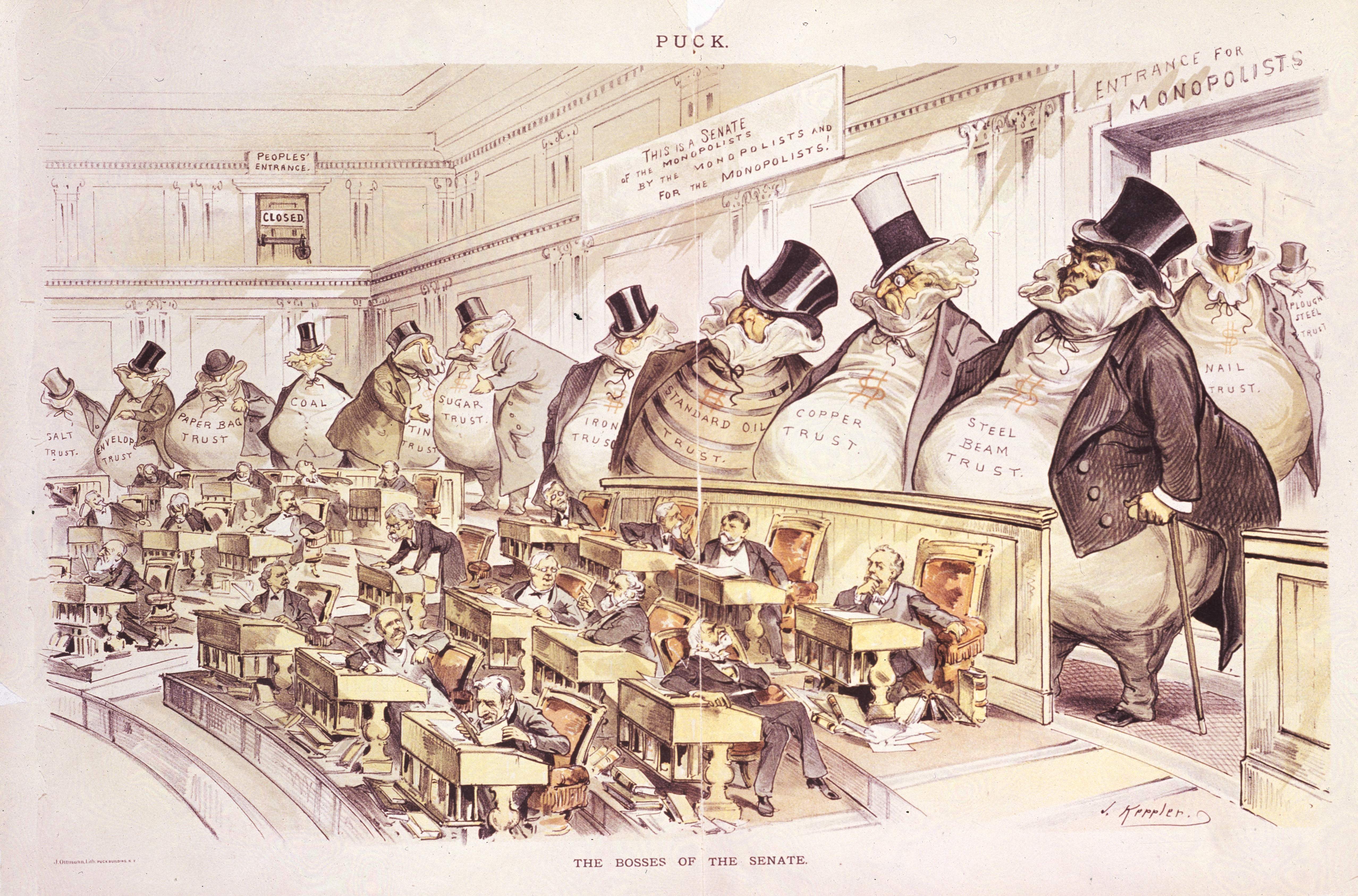
"Os Chefes do Senado", uma caricatura política de 1889 de Joseph Keppler retratando interesses corporativos - de aço, cobre, petróleo, ferro, açúcar, estanho e carvão a sacos de papel, envelopes e sal - como sacos de dinheiro gigantes pairando sobre o pequenos senadores em suas mesas na Câmara do Senado dos Estados Unidos.

A lei antitruste dos Estados Unidos, é um conjunto de leis principalmente federais que regulam a conduta e a organização de negócios para promover a concorrência e evitar monopólios injustificados. Os principais estatutos são a lei Sherman de 1890, a lei Clayton de 1914 e a Lei da Comissão Federal de Comércio de 1914. Esses atos cumprem três funções principais. Em primeiro lugar, a Seção 1 da lei Sherman proíbe a fixação de preços e a operação de cartéis, e proíbe outras práticas de conluio que restringem o comércio de forma irracional. Em segundo lugar, a Seção 7 da Lei Clayton restringe as fusões e aquisições de organizações que podem diminuir substancialmente a concorrência ou tendem a criar um monopólio. Terceiro, a Seção 2 da Lei Sherman proíbe a monopolização.
As leis antitruste federais preveem a execução civil e criminal. A Comissão Federal de Comércio, a Divisão Antitruste do Departamento de Justiça dos Estados Unidos e as partes privadas afetadas podem ajuizar ações civis nos tribunais para fazer cumprir as leis antitruste. No entanto, a execução antitruste criminal é feita apenas pelo Departamento de Justiça. Os estados dos EUA também têm estatutos antitruste que regem o comércio que ocorre exclusivamente dentro de suas fronteiras estaduais.
O escopo das leis antitruste e o grau em que elas devem interferir na liberdade de uma empresa de conduzir negócios ou proteger empresas menores, comunidades e consumidores são fortemente debatidos. Alguns economistas argumentam que as leis antitruste na verdade impedem a concorrência e podem desencorajar as empresas de realizar atividades que seriam benéficas para a sociedade. Uma visão sugere que as leis antitruste devem se concentrar apenas nos benefícios para os consumidores e na eficiência geral, enquanto uma ampla gama de teorias jurídicas e econômicas vê o papel das leis antitruste como também o controle do poder econômico no interesse público. Uma pesquisa com 568 economistas membros da American Economic Association (AEA) em 2011 encontrou um consenso quase universal, em que 87% dos entrevistados concordaram amplamente com a afirmação "As leis antitruste devem ser aplicadas vigorosamente".

## Terminologia
Nos Estados Unidos e no Canadá, a lei moderna que rege os monopólios e a concorrência econômica é chamada pelo nome original, "lei antitruste". O termo "antitruste" veio da prática dos industriais americanos do final do século XIX de usar trusts - acordos legais em que alguém recebe a propriedade da propriedade para manter apenas em benefício de outro - para consolidar empresas separadas em grandes conglomerados. Esse uso de "trustes corporativos" desapareceu no início do século XX, quando os estados dos EUA aprovaram leis tornando mais fácil a criação de novas corporações. A maioria dos outros países agora chama a lei antitruste de "lei da concorrência" ou "lei anti-monopólio".

## História

### Criação e primeiros anos (1890-1910)
A lei antitruste americana foi formalmente criada em 1890 com a aprovação do Congresso da Lei antitruste Sherman. Vários estados dos EUA aprovaram suas próprias leis antitruste gerais no ano que antecedeu a aprovação da lei Sherman, começando com o Kansas de 9 de março de 1889. Mas a lei Sherman é geralmente considerada como o "nascimento" da lei antitruste americana e da lei moderna de concorrência em geral.
Os tribunais rapidamente começaram a lutar contra a linguagem ampla e vaga da lei Sherman, reconhecendo que interpretá-la literalmente poderia tornar ilegais até mesmo as simples associações comerciais, como parcerias. Juízes federais começaram a tentar desenvolver princípios legais para distinguir entre restrições comerciais "nuas" entre rivais que suprimiam a concorrência e outras restrições que eram apenas "auxiliares" a outros acordos de cooperação que promoviam a concorrência.
A Lei Sherman deu ao Departamento de Justiça dos EUA a autoridade para aplicá-la, mas os presidentes dos EUA e os procuradores-gerais dos EUA no poder durante a década de 1890 e início de 1900 mostraram pouco interesse em fazê-lo. Com pouco interesse em fazer cumprir a lei Sherman e os tribunais interpretando-a de forma relativamente restrita, uma onda de grandes fusões industriais varreu os Estados Unidos no final da década de 1890 e início de 1900. A ascensão da Era Progressista levou os funcionários públicos a aumentar a aplicação das leis antitruste. O Departamento de Justiça processou 45 empresas sob a Lei Sherman durante a presidência de Theodore Roosevelt (1901-1909) e 90 empresas durante a presidência de William Howard Taft (1909-1913).

### Ascensão da "Regra da Razão" (1910–1930)

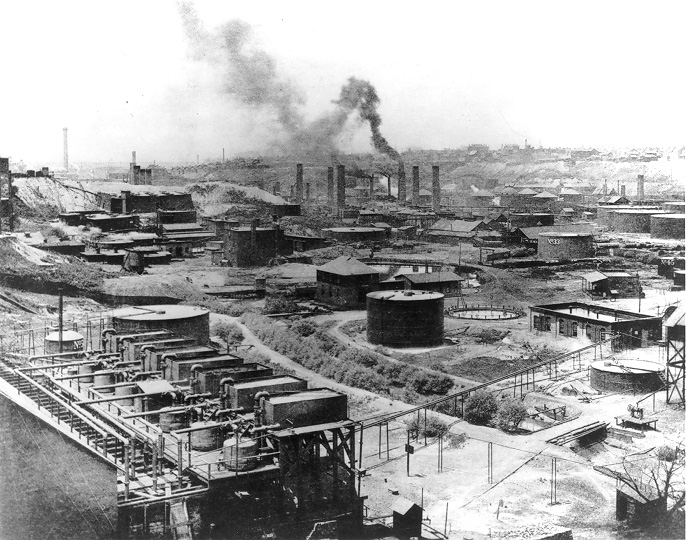
A Standard Oil (Refinaria nº 1 em Cleveland, Ohio, na foto) era uma grande empresa que foi desmembrada sob as leis antitruste dos Estados Unidos.

A Suprema Corte dos EUA reformulou a lei antitruste dos EUA como uma "regra da razão" em sua decisão histórica de 1911 Standard Oil Co. of New Jersey v. United States. No julgamento, o Departamento de Justiça argumentou com sucesso que o conglomerado americano de petróleo Standard Oil havia violado a Lei Sherman ao usar ameaças econômicas contra concorrentes e acordos secretos de descontos com ferrovias para construir um monopólio na indústria de refino de petróleo. No recurso, a Suprema Corte confirmou o veredicto do tribunal de primeira instância e decidiu que a alta participação de mercado da Standard Oil era prova de seu poder de monopólio, ordenando que ela se dividisse em 34 empresas separadas. Mas o Tribunal também disse que a linguagem da lei Sherman que proíbe "toda" restrição comercial, na verdade, apenas proibiu restrições "irracionais" ao comércio. Ele decidiu que as disposições da lei Sherman devem ser interpretadas como uma "regra da razão" sob a qual os impactos competitivos da maioria das práticas comerciais são avaliados caso a caso, com apenas a conduta mais flagrante sendo ilegal em si.
Na época, muitos observadores acreditavam que a decisão da Suprema Corte na Standard Oil representava um esforço contínuo de juízes federais conservadores para "suavizar" as ainda novas leis antitruste e restringir seu escopo. O Congresso reagiu em 1914, aprovando duas novas leis: a Lei Antitruste Clayton, que proibiu o uso de fusões e aquisições para obter monopólios e criou uma isenção da lei antitruste para negociação coletiva; e a Lei da Comissão Federal de Comércio, que criou a Comissão Federal de Comércio dos EUA (FTC) como uma agência independente que tem jurisdição compartilhada com o Departamento de Justiça sobre a aplicação federal antitruste civil e tem o poder de proibir "métodos desleais de concorrência".

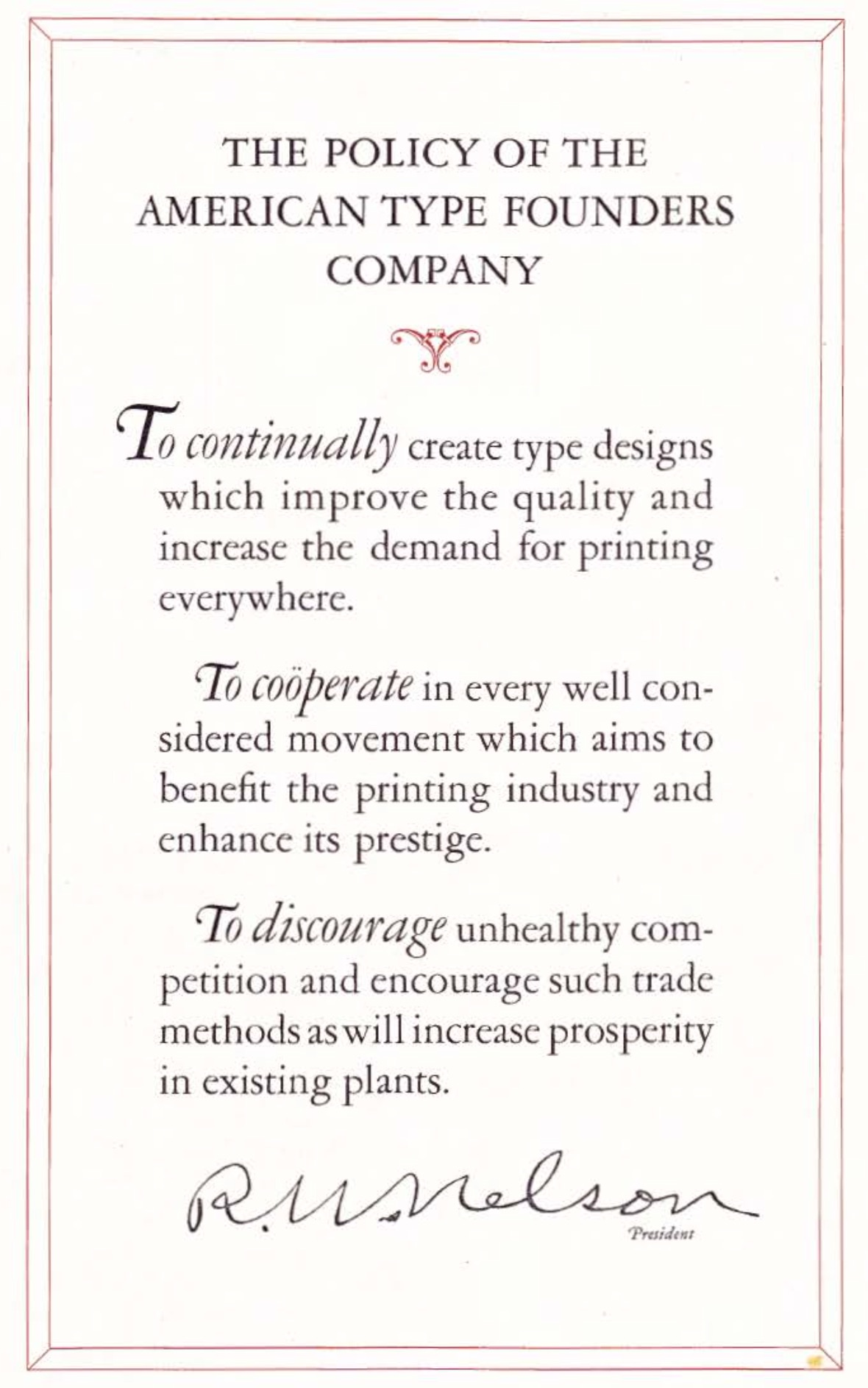
A empresa de equipamentos de impressão ATF afirma explicitamente em seu manual de 1923 que seu objetivo é "desencorajar a concorrência prejudicial" na indústria de impressão

Apesar da aprovação da lei Clayton e da lei FTC, a aplicação antitruste dos EUA não foi agressiva entre meados da década de 1910 e a década de 1930. Com base em sua experiência com o Conselho das Indústrias de Guerra durante a Primeira Guerra Mundial, muitos economistas, funcionários do governo e líderes empresariais americanos adotaram a visão associativista de que a estreita colaboração entre líderes empresariais e funcionários do governo poderia orientar a economia com eficiência. Alguns americanos abandonaram inteiramente a fé na competição de livre mercado após o quebra da bolsa de Nova Iorque de 1929. Os defensores dessas visões defenderam a aprovação da lei Nacional de Recuperação Industrial de 1933 e os experimentos de planejamento econômico centralizado durante os estágios iniciais do New Deal.
As decisões da Suprema Corte em casos antitruste durante esse período refletiram esses pontos de vista, e a Corte teve uma atitude "amplamente tolerante" em relação ao conluio e à cooperação entre concorrentes. Um exemplo proeminente foi a decisão de 1918 Junta Comercial de Chicago dos Estados Unidos, na qual o Tribunal decidiu que uma regra da Junta Comercial de Chicago que proibia corretores de matérias-primas de comprar ou vender grãos a prazo após o fechamento dos negócios às 14:00, em qualquer preço diferente do preço de fechamento daquele dia não violara a lei Sherman. A Corte disse que, embora a regra fosse uma restrição ao comércio, um exame abrangente dos propósitos e efeitos da regra mostrou que ela "meramente regula, e talvez assim promova a concorrência".

### Abordagem estruturalista (1930–1970)
Em meados da década de 1930, a confiança nos modelos estatistas de planejamento econômico centralizado, populares nos primeiros anos da era do New Deal, começou a diminuir. Por insistência de economistas como Frank Knight e Henry C. Simons, os conselheiros econômicos do presidente Franklin D. Roosevelt começaram a convencê-lo de que a livre concorrência no mercado era a chave para a recuperação da Grande Depressão. Simons, em particular, defendeu uma aplicação antitruste robusta para “desconcentrar” as indústrias americanas e promover a concorrência, e Roosevelt nomeou advogados “quebradores de trustes” como Thurman Arnold para servir na Divisão Antitruste do Departamento de Justiça.
Essa mudança influenciou os tribunais americanos a abandonar a aceitação da cooperação setorial entre empresas, e a jurisprudência antitruste dos EUA começou a seguir regras rígidas "estruturalistas" que se concentravam nas estruturas dos mercados e seus níveis de concentração. Os juízes geralmente deram pouco crédito às tentativas das empresas acusadas de justificar sua conduta usando eficiências econômicas, mesmo quando apoiadas por dados e análises econômicas. Em sua decisão de 1940, a Suprema Corte recusou-se a aplicar a regra da razão a um acordo entre refinarias de petróleo para comprar gasolina excedente de empresas de refino independentes. Ela decidiu que os acordos de fixação de preços entre empresas concorrentes eram ilegais per se sob a seção 1 da lei Sherman e seriam tratados como crimes mesmo se as empresas alegassem estar apenas recriando esquemas de planejamento governamentais anteriores. O Tribunal começou a aplicar a ilegalidade per se a outras práticas de negócios, como venda casada, boicotes de grupo, acordos de alocação de mercado, acordos de território exclusivo para vendas e restrições verticais que limitam os varejistas a áreas geográficas. Os tribunais também se mostraram mais dispostos a descobrir que as práticas comerciais das empresas dominantes constituíam monopolização ilegal de acordo com a seção 2 da lei Sherman.
Os tribunais americanos foram ainda mais rigorosos ao ouvir os desafios de fusão sob a Lei Clayton durante essa época, devido em parte à aprovação da Lei Celler-Kefauver de 1950 pelo Congresso, que proibia a consolidação de ações ou ativos de empresas mesmo em situações que não produziam domínio de mercado . Em sua decisão de 1962 Brown Shoe Co. v, a Suprema Corte decidiu que uma fusão era ilegal, embora a empresa resultante controlasse apenas 5% do mercado relevante. Em uma frase agora famosa de sua discordância na decisão de 1966 Von's Grocery Co., o juiz da Suprema Corte Potter Stewart observou: "A única consistência que posso encontrar [na lei de fusões dos EUA] é que em litígios sob [a lei Clayton], o governo sempre vence."

### Ascensão da Escola de Chicago (1970–atualmente)
A interpretação "estruturalista" da lei antitruste dos EUA começou a perder popularidade no início da década de 1970 diante das duras críticas de economistas e juristas da Universidade de Chicago. Acadêmicos da escola de economia de Chicago há muito defendiam a redução da regulação de preços e a limitação das barreiras à entrada, e economistas mais recentes de Chicago, como Aaron Director, começaram a argumentar que havia explicações de eficiência econômica para algumas práticas que haviam sido condenadas sob a interpretação estruturalista das leis Sherman e Clayton. Grande parte de sua análise econômica envolveu a teoria dos jogos, que mostrou que algumas condutas consideradas uniformemente anticompetitivas, como a expansão preventiva da capacidade, poderiam ser pró ou anticompetitivas, dependendo das circunstâncias.
Os escritos do professor da Faculdade de Direito de Yale, Robert Bork, e dos professores da Faculdade de Direito da Universidade de Chicago, Richard Posner e Frank Easterbrook, que mais tarde se tornaram proeminentes juízes federais de apelação, traduziram os avanços analíticos dos economistas de Chicago em princípios jurídicos que os juízes poderiam aplicar prontamente. Apontando que a análise econômica mostrava que algumas práticas anteriormente condenadas eram realmente pró-competitivas e traziam benefícios econômicos que superavam seus perigos, eles argumentaram que muitas regras antitruste per se de ilegalidade eram injustificadas e deveriam ser substituídas pela regra da razão. Os juízes aceitaram cada vez mais suas ideias a partir de meados da década de 1970, motivados em parte pelo declínio do domínio econômico dos Estados Unidos em meio à recessão de 1973-1975 e à crescente concorrência dos países do Leste Asiático e da Europa.
O "evento crucial" nessa mudança foi a decisão da Suprema Corte de 1977 Continental Television, Inc. v. GTE Sylvania, Inc. da razão, e sua decisão citou com destaque a bolsa de estudos da Escola de Economia de Chicago. No geral, as decisões antitruste da Suprema Corte durante essa época sobre casos de conluio sob a seção 1 da lei Sherman refletiam a tensão entre a abordagem "absolutista" mais antiga e a Chicago mais recente endossando a regra da razão e da análise econômica.
O Departamento de Justiça e a FTC perderam a maioria dos casos de monopolização que trouxeram sob a seção 2 da lei Sherman durante essa época. Uma das poucas vitórias anti-monopólio do governo foi a AT&T, que levou ao desmembramento da Bell Telephone e seu monopólio sobre o serviço de telefonia dos EUA em 1982. A "redução" geral da lei antitruste em face da análise econômica também resultaram em padrões mais permissivos para fusões. Na decisão da Suprema Corte de 1974 General Dynamics Corp, o governo federal perdeu uma contestação de fusão na Suprema Corte pela primeira vez em mais de 25 anos.
Em 1999, uma coalizão de 19 estados e o Departamento de Justiça federal processaram a Microsoft. Um julgamento altamente divulgado no Tribunal Distrital dos EUA para o Distrito de Colúmbia descobriu que a Microsoft havia fortalecido muitas empresas na tentativa de impedir a concorrência do navegador Netscape. Em 2000, o tribunal de primeira instância ordenou que a Microsoft se dividisse em duas, evitando que ela se comportasse mal no futuro. A Microsoft recorreu ao Tribunal de Apelações dos EUA para o Circuito de D.C., que confirmou em parte e reverteu em parte. Além disso, removeu o juiz do caso por discutir o caso com a mídia enquanto ainda estava pendente. Com o caso diante de um novo juiz, a Microsoft e o governo fizeram um acordo, com o governo abandonando o caso em troca da Microsoft concordar em cessar muitas das práticas que o governo contestou.

## Monopólio e poder
Toda pessoa que monopolizar, ou tentar monopolizar, ou combinar ou conspirar com qualquer outra pessoa ou pessoas, para monopolizar qualquer parte do comércio ou comércio entre os vários Estados, ou com nações estrangeiras, será considerada culpada de um crime, e, em caso de condenação, será punido com multa não superior a $ 100.000.000 se uma corporação, ou, se qualquer outra pessoa, $ 1.000.000, ou com prisão não superior a 10 anos, ou por ambas as punições, no discricionariedade do tribunal.

—Sherman Act 1890 §2
O tratamento da lei aos monopólios é potencialmente o mais forte no campo do direito antitruste. Medidas judiciais podem forçar grandes organizações a serem desmembradas, sujeitá-las a obrigações positivas, impor penalidades maciças e/ou sentenciar funcionários implicados à prisão. Nos termos do §2 da lei Sherman 1890, toda "pessoa que monopolizar ou tentar monopolizar ... qualquer parte do comércio ou comércio entre os vários Estados" comete um delito. Os tribunais interpretaram isso como significando que o monopólio não é ilegal em si, mas apenas se adquirido por meio de conduta proibida. Os tribunais interpretaram isso como significando que o monopólio não é ilegal em si, mas apenas se adquirido por meio de conduta proibida. Historicamente, quando a capacidade dos remédios judiciais para combater o poder de mercado acabou, o legislativo dos estados ou o governo federal ainda interveio assumindo a propriedade pública de uma empresa, ou submetendo o setor a regulamentação específica do setor (frequentemente feito, por exemplo, em nos casos água, educação, energia ou cuidados de saúde). A lei sobre serviços públicos e administração vai muito além do âmbito do tratamento dos monopólios pela lei antitruste. Quando as empresas não são de propriedade pública, e onde a regulamentação não impede a aplicação da lei antitruste, dois requisitos devem ser apresentados para o delito de monopolização. Primeiro, o suposto monopolista deve possuir poder suficiente em um mercado precisamente definido para seus produtos ou serviços. Em segundo lugar, o monopolista deve ter usado seu poder de maneira proibida. As categorias de conduta proibida não são fechadas e são contestadas teoricamente. Historicamente, eles incluíam negociação exclusiva, discriminação de preços, recusa em fornecer uma instalação essencial, vinculação de produtos e preços predatórios.

### Preço predatório
Em teoria, os preços predatórios acontecem quando grandes empresas com enormes reservas de caixa e grandes linhas de crédito sufocam a concorrência vendendo seus produtos e serviços com prejuízo por um tempo, para forçar seus concorrentes menores a sair do mercado. Sem concorrência, eles são livres para consolidar o controle da indústria e cobrar os preços que desejarem. Neste ponto, também há pouca motivação para investir em mais pesquisas tecnológicas, já que não há concorrentes para ganhar vantagem. Altas barreiras à entrada, como grandes investimentos iniciais, notadamente custos irrecuperáveis, requisitos em infraestrutura e acordos exclusivos com distribuidores, clientes e atacadistas garantem que será difícil para novos concorrentes entrarem no mercado e que, se houver, o trust terá amplo aviso prévio e tempo para comprar o concorrente, ou se engajar em sua própria pesquisa e retornar a preços predatórios por tempo suficiente para forçar o concorrente a sair do negócio. Os críticos argumentam que a evidência empírica mostra que a "predação predatória" não funciona na prática e é melhor derrotada por um mercado verdadeiramente livre do que por leis antitruste (veja Crítica à teoria da precificação predatória).

## Âmbito da lei antitruste
As leis antitruste não se aplicam ou são modificadas em várias categorias específicas de empresas (incluindo esportes, mídia, serviços públicos, assistência médica, seguros, bancos e mercados financeiros) e para vários tipos de atores (como funcionários ou consumidores ação).

### Ações coletivas
Primeiro, desde a lei Clayton 1914 §6, não há aplicação de leis antitruste para acordos entre empregados para formar ou atuar em sindicatos. Isso foi visto como a "Declaração de Direitos" para o trabalho, pois a Lei estabeleceu que "o trabalho de um ser humano não é uma mercadoria ou artigo de comércio". O objetivo era garantir que empregados com poder de barganha desigual não fossem impedidos de combinar da mesma forma que seus empregadores poderiam combinar em corporações, sujeito às restrições às fusões que a Lei Clayton estabeleceu. No entanto, trabalhadores suficientemente autônomos, como jogadores de esportes profissionais, foram considerados abrangidos pelas disposições antitruste.

### Isenções de esportes profissionais e o cartel da NFL
Em segundo lugar, as ligas esportivas profissionais desfrutam de várias isenções. Fusões e acordos conjuntos de ligas profissionais de futebol, hóquei, beisebol e basquete estão isentos. A Major League Baseball foi considerada amplamente isenta da lei antitruste no caso da Suprema Corte Federal Baseball Club vs. National League. O tribunal decidiu unanimemente que a organização da liga de beisebol significava que não havia comércio entre os estados, embora as equipes viajassem através das fronteiras estaduais para realizar os jogos. Essa viagem foi meramente incidental a um negócio que ocorreu em cada estado. Foi posteriormente realizado em 1952 em Toolson v. New York Yankees, e novamente em 1972 Flood v. Kuhn, que a isenção da liga de beisebol era uma "aberração". No entanto, o Congresso a aceitou e a favoreceu, de modo que anular retroativamente a isenção não era mais uma questão para os tribunais, mas para a legislatura. Em United States v. International Boxing Club of New York, foi considerado que, ao contrário do beisebol, o boxe não estava isento, e em Radovich v. National Football League (NFL), o futebol profissional está geralmente sujeito a leis antitruste. leis. Como resultado da fusão AFL-NFL, a National Football League também recebeu isenções em troca de certas condições, como não competir diretamente com o futebol universitário ou colegial. No entanto, a decisão da Suprema Corte de 2010 em American Needle Inc. v. NFL caracterizou a NFL como um "cartel" de 32 empresas independentes sujeitas à lei antitruste, e não uma única entidade.

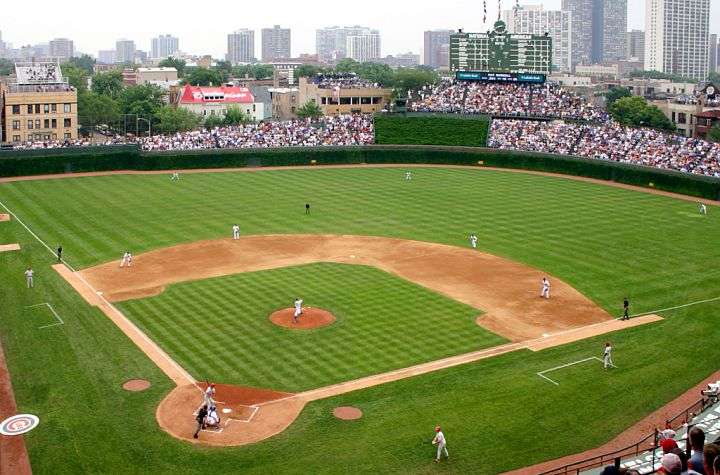
Desde 1922, os tribunais e o Congresso deixaram a Major League Baseball, disputada no Wrigley Field, em Chicago, sem restrições pelas leis antitruste

### Meios de comunicação
Em terceiro lugar, as leis antitruste são modificadas quando são percebidas como invadindo a mídia e a liberdade de expressão, ou não são suficientemente fortes. Jornais sob acordos operacionais conjuntos têm imunidade antitruste limitada sob a Lei de Preservação de Jornais de 1970. De maneira mais geral, e em parte devido a preocupações sobre propriedade cruzada de mídia nos Estados Unidos, a regulamentação da mídia está sujeita a estatutos específicos, principalmente o Communications Act de 1934 e o Telecommunications Act de 1996, sob a orientação da Federal Communications Commission. A política histórica tem sido usar os poderes de licenciamento do estado nas ondas de rádio para promover a pluralidade. As leis antitruste não impedem as empresas de usar o sistema legal ou processo político para tentar reduzir a concorrência. A maioria dessas atividades é considerada legal sob a doutrina Noerr-Pennington. Além disso, os regulamentos dos estados podem ser imunes sob a doutrina de imunidade Parker.

## Teoria
A Suprema Corte chama a Lei Antitruste Sherman  de "carta da liberdade", destinada a proteger a livre iniciativa na América. Uma visão do propósito estatutário, sugerida, por exemplo, pelo juiz Douglas, era que o objetivo não era apenas proteger os consumidores, mas pelo menos tão importante quanto proibir o uso do poder para controlar o mercado.
Temos aqui o problema da grandeza. Sua lição já deveria ter sido gravada em nossa memória por Brandeis. The Curse of Bigness mostra como o tamanho pode se tornar uma ameaça - tanto industrial quanto social. Pode ser uma ameaça industrial porque cria grandes desigualdades contra concorrentes existentes ou putativos. Pode ser uma ameaça social... Em última análise, o tamanho do aço é a medida do poder de um punhado de homens sobre nossa economia... A filosofia do Sherman Act é que não deveria existir... Poder industrial deve ser descentralizado. Deve ser espalhado em muitas mãos para que a sorte do povo não dependa de caprichos ou caprichos, dos preconceitos políticos, da estabilidade emocional de alguns homens autonomeados ... Lei Sherman. Baseia-se em uma teoria de hostilidade à concentração em mãos privadas de um poder tão grande que só um governo do povo deveria tê-lo. Dissenting opinion of Justice Douglas in United States v. Columbia Steel Co.
Contra isso são argumentos de eficiência que a legislação antitruste deve ser alterada para beneficiar principalmente os consumidores, e não tem outro propósito. O economista do livre mercado Milton Friedman afirma que inicialmente concordou com os princípios subjacentes das leis antitruste (quebrar monopólios e oligopólios e promover mais concorrência), mas que chegou à conclusão de que eles fazem mais mal do que bem. Thomas Sowell argumenta que, mesmo que um negócio superior expulse um concorrente, isso não significa que a competição acabou:
Em suma, o desaparecimento financeiro de um concorrente não é o mesmo que se livrar da concorrência. Os tribunais há muito defendem da boca para fora a distinção que os economistas fazem entre concorrência – um conjunto de condições econômicas – e concorrentes existentes, embora seja difícil ver quanta diferença isso fez nas decisões judiciais. Muitas vezes, ao que parece, se você prejudicou os concorrentes, você prejudicou a concorrência, no que diz respeito aos juízes.
Alan Greenspan argumenta que a própria existência de leis antitruste desencoraja os empresários de algumas atividades que podem ser socialmente úteis por medo de que suas ações comerciais sejam consideradas ilegais e desmanteladas pelo governo. Em seu ensaio intitulado Antitruste, ele diz: "Ninguém jamais saberá quais novos produtos, processos, máquinas e fusões de economia de custos deixaram de existir, mortos pela lei Sherman antes de nascerem. preço que todos nós pagamos por essa lei que, ao induzir um uso menos efetivo do capital, manteve nosso padrão de vida mais baixo do que seria possível." Aqueles, como Greenspan, que se opõem ao antitruste tendem não a apoiar a competição como um fim em si, mas por seus resultados – preços baixos. Desde que um monopólio não seja um monopólio coercitivo em que uma empresa esteja seguramente isolada da concorrência potencial, argumenta-se que a empresa deve manter os preços baixos para desencorajar o surgimento da concorrência. Assim, a ação legal é desnecessária e prejudica injustamente a empresa e os consumidores.
Thomas DiLorenzo, um adepto da Escola Austríaca de economia, descobriu que os "trusts" do final do século 19 estavam baixando seus preços mais rapidamente do que o resto da economia, e ele sustenta que eles não eram monopolistas. Ayn Rand, a escritora americana, fornece um argumento moral contra as leis antitruste. Ela sustenta que essas leis, em princípio, criminalizam qualquer pessoa envolvida no sucesso de um negócio e, portanto, são violações grosseiras de suas expectativas individuais. Esses defensores do laissez faire sugerem que apenas um monopólio coercitivo deve ser quebrado, ou seja, o controle persistente e exclusivo de um recurso, bem ou serviço vitalmente necessário, de modo que a comunidade fique à mercê do controlador e onde não haja fornecedores dos mesmos bens ou bens substitutos aos quais o consumidor pode recorrer. Em tal monopólio, o monopolista é capaz de tomar decisões de preços e produção sem olhar para as forças competitivas do mercado e é capaz de reduzir a produção para os consumidores abusivos de preços. Os defensores do laissez-faire argumentam que tal monopólio só pode ocorrer através do uso de coerção física ou meios fraudulentos pela corporação ou por intervenção do governo e que não há nenhum caso de monopólio coercitivo que não tenha sido resultado de políticas governamentais.
Os escritos do juiz Robert Bork sobre leis antitruste (particularmente The Antitrust Paradox), juntamente com os de Richard Posner e outros pensadores de direito e economia, foram fortemente influentes em causar uma mudança na abordagem da Suprema Corte dos EUA às leis antitruste desde a década de 1970, para se concentrar exclusivamente no que é melhor para o consumidor e não nas práticas da empresa.